# Martha Marbo
Martha Marbo (* 1. April 1922 in Wien als Martha Schlüsselgruber; † 9. November 2004 in Frankfurt am Main) war eine österreichische Schauspielerin.

## Leben
Martha Marbo absolvierte ihre Schauspielausbildung am Max-Reinhardt-Seminar in Wien. Bedingt durch die damaligen zeitgeschichtlichen Ereignisse kam sie gegen Ende des Zweiten Weltkrieges nach Salzburg.
Ihr Debüt als Schauspielerin gab sie im August 1945 bei den Salzburger Festspielen, wo sie, an der Seite von Albin Skoda, die Geliebte des Claudio in Hugo von Hofmannsthals Kurzdrama Der Tor und der Tod spielte. Zur Spielzeit 1945/46 wurde sie an das Wiener Burgtheater engagiert. Im September 1945 gastierte sie, als Mitglied des Burgtheaters, im Rahmen der „Grazer Festwoche“ im Opernhaus Graz. Am 11. Oktober 1945 wirkte sie in Salzburg gemeinsam mit Helmut Janatsch in der ersten Radioausstrahlung der Radiosendung „Du holde Kunst“ mit, die Ernst Schönwiese, der damalige Leiter der Literaturabteilung des Salzburger Besatzungssenders Rot-Weiß-Rot in Salzburg, ins Leben gerufen hatte. Marbo und Janatsch lasen in der live produzierten Sendung Gedichte von Johann Wolfgang von Goethe und Friedrich Schiller, die mit Musik von Wolfgang Amadeus Mozart, Joseph Haydn und Ludwig van Beethoven untermalt wurden. Ende Oktober 1945 folgte eine Sendung mit Klabunds „XYZ“ mit Marbo, Janatsch, Walter Orth und Alexander Trojan. Ende Dezember 1945 waren Marbo und Janatsch beim Sender Rot-Weiß-Rot mit dem Einakter „Weihnachtseinkäufe“ aus dem Anatol-Zyklus von Arthur Schnitzler zu hören. Anfang 1946 folgte ein Engagement am Salzburger Landestheater, wo sie ab Februar 1946 mit der Rolle der Susi in František Langers Lustspiel Das Kamel geht durch das Nadelöhr ihre „erste tragende Rolle“ am Haus spielte. Ab April 1946 übernahm sie, unter der Regie von Erwin Faber und an der Seite von Beatrix von Degenschild [als Kay], die Rolle der Hazel im Theaterstück Die Conways und ihre Zeit von J. B. Priestley. Ab Mai 1946 spielte sie, in einer Inszenierung von Hubert Marischka, die „anmutige“ Amorosa in Johann Nestroys Zauberposse Lumpacivagabundus. Im August 1946 war sie bei den Salzburger Festspielen im Jedermann zu sehen. In der Spielzeit 1946/47 trat sie am Volkstheater Wien neben Christl Mardayn in dem musikalischen Lustspiel Meine Nichte Susanne von Alexander Steinbrecher auf.
Es folgten im Laufe ihrer Bühnenkarriere verschiedene Theaterengagements, u. a. in Heidelberg, Wiesbaden, Kiel, Hamburg und Köln, insbesondere aber in Frankfurt am Main.
Ab der Spielzeit 1948/49 war sie an den Städtischen Bühnen Frankfurt engagiert. Ab der Spielzeit 1950/51 trat sie regelmäßig am von Fritz Rémond junior 1947 gegründeten „Kleinen Theater im Zoo“ auf, wo sie, mit wenigen Unterbrechungen, über 30 Jahre zum Stammensemble gehörte. Parallel dazu spielte sie bis zur Spielzeit 1962/63 auch am Frankfurter „Theater am Roßmarkt“, dem Vorläufer der späteren Frankfurter Boulevardbühne „Die Komödie“.
In der Spielzeit 1952/53 trat sie im „Theater am Roßmarkt“ in der Titelrolle von Fräulein Julie auf; ihre Partnerin als Köchin Kristin war Liesel Christ. 1965 wirkte sie, gemeinsam mit Heinz Pielbusch, am „Kleinen Theater im Zoo“ in den Aufführungen der beiden Theaterstücke Das Stegreifspiel von Versailles und Herr von Pourceaugnac mit. 1965 spielte sie im „Kleinen Theater im Zoo“ gemeinsam mit Fritz Rémond, Anna Teluren und Lotte Barthel auch in der Salonkomödie Sein letztes Testament von Sacha Guitry; die Aufführung wurde auch für das Fernsehen aufgezeichnet. Im September 1990 spielte sie am Fritz-Rémond-Theater in der Boulevardkomödie Na und? von Françoise Dorin an der Seite von Hans-Joachim Kulenkampff, Cornelia Köndgen und Heini Göbel.
Ab der Spielzeit 1963/64 war sie dann bis in die 70er Jahre hinein regelmäßig auch an der „Frankfurter Komödie“ zu sehen.
Neben ihren Frankfurter Bühnenrollen gastierte Marbo auch immer wieder. In der Spielzeit 1951/52 trat sie am Bayerischen Staatsschauspiel als Rosaura in der „Deutschen Erstaufführung“ der Nestroy-Posse Theaterg’schichten auf (Premiere: Dezember 1951) auf. Im Dezember 1956 spielte sie im Wiener Akademietheater die Dynamene in dem Einakter Ein Phönix zuviel von Christopher Fry, wo Dagny Servaes und Michael Janisch ihre Partner waren.
Ab der Spielzeit 1964/65 war sie bis einschließlich der Spielzeit 1968/69 regelmäßig am Theater Heidelberg als Gast engagiert. In der Spielzeit 1973/74 spielte sie als Gast am Hamburger Thalia-Theater. Sie gastierte auch bei den Festspielen Heppenheim. 1977 gastierte sie, neben Anna Teluren, bei einem Gastspiel des Kleinen Theaters Bad Godesberg als Mrs. Holly in Plötzlich im letzten Sommer beim „Kulturring Bad Honnef“. 1984 trat sie bei den Luisenburg-Festspielen in Wunsiedel auf.
Marbo war bis ins hohe Alter künstlerisch aktiv. Im November 2000 wirkte sie in Frankfurt bei dem Theaterprojekt Kreuzworträtsel Boxenstopp mit, ein künstlerisches Projekt, in dem zwei professionelle Schauspielerinnen mit Laiendarstellerinnen aus einem Altenwohnheim gemeinsam Theater spielten. Zuletzt trat Marbo 2003/2004 unter der Regie von Jo van Nelsen bei den Burgfestspielen Bad Vilbel in dem Musical Heute abend Lola Blau von Georg Kreisler auf.
Marbo arbeitete auch häufig als Sprecherin für Hörspiele. 1952 übernahm sie die Rolle der Prinzessin Lena in Georg Büchners Lustspiel Leonce und Lena in einer Produktion des Hessischen Rundfunks; ihre Partner waren Gerd Martienzen, Erich Ponto, Martin Held und Edith Heerdegen. 1959 war sie beim Hessischen Rundfunk in der Rolle einer Schwester in einer Hörspielfassung von Stefan Zweigs Erzählung Die Schachnovelle beteiligt. 1962 sprach sie beim Hessischen Rundfunk das Fräulein Rihoschek in der Hörspielproduktion von Arthur Schnitzlers Novelle Spiel im Morgengrauen. 2000 nahm sie gemeinsam mit Maria Singer und Tilla Hohenfels die Komödie Die Präsidentinnen von Werner Schwab auf.
Marbo war auch in einigen Kinofilmen und in deutschen und österreichischen Fernsehproduktionen zu sehen. Dabei wirkte sie mehrfach in Fernsehproduktionen von Theaterstücken mit. Schwerpunkt ihres künstlerischen Schaffens blieb jedoch stets ihre Theaterarbeit.
1948 spielte sie in der österreichischen Filmkomödie Die Verjüngungskur, einem Film, der in Thiersee, dem damaligen Zentrum der österreichischen Nachkriegsfilmindustrie, entstand. Unter der Regie von Wolfgang Liebeneiner war sie in dessen satirischen Science-Fiction-Film 1. April 2000 (1952) an der Seite von Hilde Krahl zu sehen. In einer Fernsehproduktion des Österreichischen Rundfunks der Posse mit Gesang Der Zerrissene (1977) mit Josef Meinrad übernahm sie die Rolle der Madame Schleyer. 1981 hatte sie eine kleine Rolle in einer Fernsehinszenierung von Heinrich von Kleists Schauspiel Das Käthchen von Heilbronn unter der Regie von Peter Beauvais.
In den 1990er Jahren spielte sie auch in einigen Fernsehserien. In der ARD-Fernsehserie Die Lindenstraße verkörperte sie 1993 für einige Folgen die Rolle der Frau Dabelstein, die Mutter von Wolf-Dieter Dabelstein, dem tödlich verunglückten Chef der Serienfigur Hans Beimer. Außerdem war sie in den Kriminalserien Kommissar Rex, Ein Fall für zwei und Tatort zu sehen.
1984 trat sie in Stuttgart in der Sendung Einer wird gewinnen als Künstlerin auf. In dem obligatorischen satirischen Einspielfilm war sie die Königin.
Marbo war seit 1953 mit dem Journalisten und ehemaligen Rundfunkchef des Senders Rot-Weiß-Rot, Hans Cohrssen (1905–1997) verheiratet. Aus der Ehe gingen zwei Kinder hervor, ein Sohn und eine Tochter.

## Filmografie (Auswahl)
- 1948: Die Verjüngungskur
- 1952: 1. April 2000
- 1965: Heute abend spielt Molière – Das Stegreifspiel von Versailles und Der Herr von Pourceaugnac (TV)
- 1965: Sein letztes Testament (TV)
- 1967/68: Der Zerrissene (TV)
- 1981: Das Käthchen von Heilbronn (TV)
- 1982: Unheimliche Geschichten: Eine schwarze Katze (Fernsehserie, eine Folge)
- 1993–1994: Lindenstraße (Fernsehserie, 7 Folgen)
- 1993–1996: Ein Fall für zwei (Fernsehserie, 2 Folgen, verschiedene Rollen)
- 1994: Wie Pech und Schwefel: Kamerad wider Willen (Fernsehserie, eine Folge)
- 1994: Kommissar Rex: Ein feines Haus (Fernsehserie, eine Folge)
- 1997: Tatort: Akt in der Sonne (Fernsehreihe)
- 2002: Voll korrekte Jungs (Fernsehfilm)